# Den 20. Razzie-Uddeling
Den 20. årlige Golden Raspberry Award-ceremoni blev afholdt den 25. marts 2000 på Sheraton Hotel i Santa Monica i Californien. Uddelingen blev holdt for at præsentere det dårligste filmindustrien havde at tilbyde i filmåret 1999.
I tillæg til de normale kategorier blev der uddelt fire specielle priser: Tiårets værste film, tiårets værste nykommer, århundredets værste skuespiller og århundredets værste skuespillerinde.
Listen over nominerede er som følger, med «vinderne» fremhævet med fed skrift:

## Værste film
Wild Wild West (Warner Bros.)
Big Daddy (Columbia Pictures)
Blair Witch Project (Artisan Entertainment)
The Haunting (DreamWorks SKG)
Star Wars Episode I: Den usynlige fjende (20th Century Fox)

## Værste skuespiller
Adam Sandler for Big Daddy
Kevin Costner for For Love of the Game og Message in a bottle
Kevin Kline for Wild Wild West
Arnold Schwarzenegger for End of Days
Robin Williams for Robotmennesket og Jakob the Liar

## Værste skuespillerinde
Heather Donahue for Blair Witch Project
Melanie Griffith for Crazy In Alabama
Milla Jovovich for Jeanne D'arc
Sharon Stone for Gloria
Catherine Zeta-Jones for Entrapment og The Haunting

## Verste mandlige birolle
Jar Jar Binks (stemme af Ahmed Best) for Star Wars Episode I: Den usynlige fjende
Kenneth Branagh for Wild Wild West
Gabriel Byrne for End of Days og Stigmata
Jake Lloyd for Star Wars Episode I: Den usynlige fjende
Rob Schneider for Big Daddy

## Værste kvindelige birolle
Denise Richards for The World Is Not Enough
Sofia Coppola for Star Wars Episode I: Den usynlige fjende
Salma Hayek for Dogma og Wild Wild West
Kevin Kline (som prostitueret) i Wild Wild West
Juliette Lewis for The Oster Sister

## Værste par på skærmen
Kevin Kline & Will Smith for Wild Wild West
Pierce Brosnan & Denise Richards for The World Is Not Enough
Sean Connery & Catherine Zeta-Jones for Entrapment
Jake Lloyd & Natalie Portman for Star Wars Episode I: Den usynlige fjende
Lili Taylor & Catherine Zeta-Jones for The Haunting

## Værste instruktør
Barry Sonnenfeld for Wild Wild West
Jan deBont for The Haunting
Dennis Dugan for Big Daddy
Peter Hyams for End Of Days
George Lucas for Star Wars Episode I: Den usynlige fjende

## Værste manuskript
Wild Wild West af Jim Thomas, John Thomas, S.S. Wilson, Brent Maddock, Jeffrey Price og Peter S. Seaman
Big Daddy af Steve Franks, Tim Herlihy og Adam Sandler
The Haunting af David Self
The Mod Squad af Stephen Kay, Scott Silver og Kate Lanier
Star Wars Episode I: Den usynlige fjende af George Lucas

## Værste «originale» sang
Wild Wild West fra Wild Wild West af Stevie Wonder, Kool Mo Dee og Will Smith

## Århundredets værste skuespiller
Sylvester Stallone for 99.5% af alt han nogensinde har lavet.
Kevin Costner for The Postman, Robin Hood, Waterworld, Wyatt Earp osv.
Prince for Graffiti Bridge, Under The Cherry Moon osv.
William Shatner for alle Star Trek-film han har medvirket i osv.
Pauly Shore for Bio-Dome, Jury Duty, Encino Man, osv.

## Århundredets værste skuespillerinde
Madonna for Body of Evidence, Shanghai Surprise, Who's That Girl? osv.
Elizabeth Berkley for Showgirls
Bo Derek for Bolero, Ghosts Can't Do It, Tarzan, abernes konge osv.
Brooke Shields for Den blå lagune, Endless Love, Sahara, Speed Zone! osv.
Pia Zadora for Attack of The Rock 'n' Roll Aliens, Butterfly, Fake-Out, Lonely Lady osv.

## Tiårets værste film
Showgirls («Vinder» af 7 Razzies i 1996)
An Alan Smithee Film: Burn Hollywood Burn («Vinder» af 5 Razzies i 1999)
Hudson Hawk («Vinder» af 3 Razzies i 1992)
The Postman («Vinder» af 5 Razzies i 1998)
Striptease (Vinder af 6 Razzies i 1997)

## Tiårets værste nykommer
Pauly Shore for Bio-Dome, Encino Man, Jury Duty osv.
Elizabeth Berkley for Showgirls
Jar Jar Binks (stemme av Ahmed Best) for Star Wars Episode I: Den usynlige fjende
Sofia Coppola for Godfarther 3 og Star Wars Episode I: Den usynlige fjende
Dennis Rodman for Double Team og Simon Sez